# Het geluid
Het geluid is een lied van de Nederlandse rapper Lil' Kleine. Het werd in 2019 als single uitgebracht en stond in 2020 als achttiende track op het album Jongen van de straat.

## Achtergrond
Het geluid is geschreven door Julien Willemsen en Jorik Scholten en geproduceerd door Jack $hirak. Het is een lied uit het genre nederhop. In het lied zingt de rapper over zijn vermogen, zijn succes en over hoe de beats van Jack $hirak klinken. De zanger vertelde dat Het geluid beschrijft hoe hij zich heeft ontwikkeld als rapper, ondernemer en vader en wat voor het "het geluid van nu" is. De bijbehorende videoclip is opgenomen in Zuid-Frankrijk. Op de B-kant van de single is een instrumentale versie van het lied te vinden. De single heeft in Nederland de gouden status.

## Hitnoteringen
De rapper had succes met het lied in de hitlijsten van het Nederlands taalgebied. Het lied piekte op de tweede plaats van de Single Top 100 en stond acht weken in deze lijst. De Top 40 werd niet bereikt, maar het kwam tot de zevende plek van de Tipparade. Ook in de Vlaamse Ultratop 50 was er geen notering; hier kwam het tot de twintigste plaats van de Ultratip 100